# 千鳥町 (横浜市)
千鳥町（ちどりちょう）は、神奈川県横浜市中区の町名。丁番を持たない単独町名である。住居表示未実施。面積は1.325km²。人口は0人である。

## 地理
横浜市中区南部、本牧岬南側の埋立地に位置し、南は根岸湾に面する。埋め立て地である隣接地は、東は豊浦町、西は磯子区鳳町であり、従来からの陸地である隣接地は、北に根岸町・本牧間門・本牧三之谷・本牧大里町である。

## 交通
町の北端をJR根岸線および貨物専用の神奈川臨海鉄道本牧線、国道357号と首都高速湾岸線が通る。

## 歴史
1959年2月から1963年12月にかけて、根岸湾埋立事業第1期B地区として埋め立てられ、その全域が日本石油精製（現：ENEOS）根岸製油所および同社の中央技術研究所となる。1965年1月13日に横浜市中区千鳥町を新設。町名は、隣接する鳳町に対応するものである。

## 事業所
2021年現在の経済センサス調査による事業所数と従業員数は以下の通りである。
| 町丁   | 事業所数 | 従業員数 |
| ------ | -------- | -------- |
| 千鳥町 | 26事業所 | 584人    |

### 事業者数の変遷
経済センサスによる事業所数の推移。
| 年                 | 事業者数 |
| ------------------ | -------- |
| 2016年（平成28年） | 29       |
| 2021年（令和3年）  | 26       |

### 従業員数の変遷
経済センサスによる従業員数の推移。
| 年                 | 従業員数 |
| ------------------ | -------- |
| 2016年（平成28年） | 324      |
| 2021年（令和3年）  | 584      |

## その他

### 日本郵便
- 郵便番号：231-0815[3]（集配局：横浜港郵便局[11]）

### 警察
町内の警察の管轄区域は以下の通りである。
| 番・番地等 | 警察署     | 交番・駐在所 |
| ---------- | ---------- | ------------ |
| 全域       | 山手警察署 | 根岸交番     |